# Eldar
Eldar (poslovenjeno tudi Eldarji, kvenjsko Eldalië) - ime, ki ga je dal Valar Oromë vilinom v njihovem takratnem jeziku, pomeni pa 'ljudstvo zvezd' oz. 'zvezdni rod'. Po navadi s tem izrazom ne vključujemo Avarov, torej pomeni tiste viline, ki so se udeležili velikega pohoda.